# بخش بروکفیلد، شهرستان رنویل، مینه سوتا
بخش بروکفیلد (به انگلیسی: Brookfield Township) یک منطقهٔ مسکونی در ایالات متحده آمریکا است که در شهرستان رنویل، مینه‌سوتا واقع شده‌است.
 بخش بروکفیلد ۹۳٫۶ کیلومتر مربع مساحت و ۱۶۳ نفر جمعیت دارد و ۳۳۵ متر بالاتر از سطح دریا واقع شده‌است.